# 490 (číslo)
Čtyři sta devadesát je přirozené číslo. Následuje po čísle čtyři sta osmdesát devět a předchází číslu čtyři sta devadesát jedna. Římskými číslicemi se zapisuje CDXC a řeckými číslicemi υϟ.

## Matematika
490 je:
- Abundantní číslo
- Složené číslo
- Šťastné číslo

## Astronomie
- (490) Veritas je planetka hlavního pásu, kterou objevil v roce 1902 Max Wolf

## Roky
- 490
- 490 př. n. l.